# Sheffield United Women Football Club
Lo Sheffield United Women Football Club, meglio noto come Sheffield United Women o semplicemente Sheffield United, è una squadra di calcio femminile inglese, sezione femminile dell'omonimo club, con sede a Sheffield. Milita nella Women's Championship, seconda serie del campionato inglese.

## Storia
Nel 1993 Tony Currie, calciatore dello Sheffield United negli anni 1970, nel suo ruolo di community officer per lo Sheffield United, fondò lo Sheffield Hallam United, una squadra femminile. In vista della stagione 1998-1999, venne deciso di iscrivere la squadra ad un campionato giovanile locale col nome di Sheffield United Community Girls.
Nel 2002, dato che lo Sheffield Inter, iscritto al campionato regionale femminile delle East Midlands era intenzionato a chiudere l'attività agonistica, lo Sheffield United Community Girls and Ladies intervenne per prenderne il posto nella stagione 2002-2003. Sotto la guida del nuovo allenatore Derek Baxby, la squadra concluse al quinto posto la sua prima stagione; migliorò nelle annate seguenti con un terzo e un secondo posto dietro al Derby County. Nella stagione 2005-2006 la squadra vinse tutte le partite sia in campionato che in coppa, ottenendo la promozione nel Midlands Combination, l'allora quarto livello del campionato inglese; l'attaccante Jodie Snelson realizzò 75 reti in campionato. Nelle stagioni successive la squadra si alternò tra il quarto e il quinto livello a livello regionale. Nella stagione 2014-2015 partecipò alla Northern League One della FA Women's Premier League, venendo retrocessa al termine del torneo.
Nel settembre 2016 viene annunciata una collaborazione con lo Sheffield United FC, che integrò parte della dirigenza, tra cui uno dei proprietari, Kevin McCabe. La squadra prese la denominazione di Sheffield United Ladies Football Club. Dopo aver vinto il campionato regionale delle East Midlands nel 2017, tornò a disputare la Division One Midlands della FA Women's Premier League, concludendo al terzo posto. Il 28 maggio 2018 venne annunciato che lo Sheffield United era una delle squadre ammesse alla FA Women's Championship, il rinnovato secondo livello del campionato inglese. Il 22 giugno 2018 la società comunicò il cambio di denominazione in Sheffield United Women Football Club. All'esordio in Championship, la squadra concluse al quinto posto. La stagione 2019-2020 venne interrotta e sospesa a causa della pandemia di COVID-19; i verdetti vennero decisi in base alla classifica al momento della sospensione, quando lo Sheffield United era secondo dietro all'Aston Villa, poi promosso. A partire dalla stagione 2022-2023 le partite casalinghe vengono disputate al Bramall Lane.

## Organico

### Rosa 2019-2020
Rosa, ruoli e numeri di maglia estratti dal sito societario aggiornati al 29 ottobre 2019.
| N. |                             | Ruolo | Calciatrice              |
| -- | --------------------------- | ----- | ------------------------ |
| 1  | Irlanda del Nord (bandiera) | P     | Becky Flaherty           |
| 2  | Inghilterra (bandiera)      | D     | Sophie Barker (capitano) |
| 3  | Inghilterra (bandiera)      | C     | Samantha Tierney         |
| 4  | Inghilterra (bandiera)      | D     | Leandra Little           |
| 5  | Inghilterra (bandiera)      | D     | Naomi Hartley            |
| 6  | Inghilterra (bandiera)      | C     | Kasia Lipka              |
| 7  | Inghilterra (bandiera)      | C     | Jade Pennock             |
| 8  | Inghilterra (bandiera)      | C     | Maddy Cusack             |
| 9  | Inghilterra (bandiera)      | A     | Katie Wilkinson          |
| 10 | Inghilterra (bandiera)      | C     | Alethea Paul             |

| N. |                        | Ruolo | Calciatrice      |
| -- | ---------------------- | ----- | ---------------- |
| 11 | Inghilterra (bandiera) | A     | Chloe Dixon      |
| 13 | Inghilterra (bandiera) | P     | Emily Batty      |
| 14 | Inghilterra (bandiera) | A     | Keri Matthews    |
| 15 | Inghilterra (bandiera) | A     | Izzy Ford        |
| 16 | Inghilterra (bandiera) | C     | Aimee Palmer     |
| 17 | Grecia (bandiera)      | A     | Veatriki Sarri   |
| 18 | Inghilterra (bandiera) | D     | Ali Johnson      |
| 19 | Inghilterra (bandiera) | A     | Olivia Fergusson |
| 20 | Inghilterra (bandiera) | D     | Megan Tinsley    |
| 26 | Inghilterra (bandiera) | D     | Ellie Fletcher   |